# 존 벤

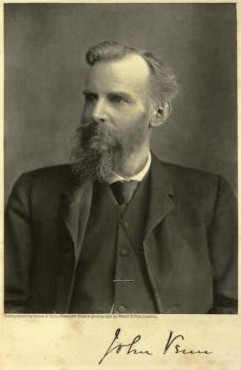
존 벤

존 벤(영어: John Venn, FRS, FSA, 1834년 8월 4일 ~ 1923년 4월 4일)은 영국의 수학자, 논리학자,도덕 철학자다.
케임브리지 대학 교수를 역임했다. 존 스튜어트 밀의 영향을 받은 귀납적 논리학과 해밀턴의 연역적·형식주의적 논리학을 종합하여 조지 불과 마찬가지로 기호논리학을 조직했다. 특히 집합의 포함 관계를 나타내는 '벤 다이어그램'으로 유명하다.